# رزبین
رزبین (Raspbian) یک سیستم عامل رایگان بر پایه دبیان است که برای استفاده در رزبری پای بهینه‌سازی شده. این سیستم عامل توسط یک تیم برنامه‌نویسی کوچک و علاقه‌مند به بنیاد رزبری پای، برای کمک به اهداف آموزشی توسعه داده شده. این گروه هیچ وابستگی به بنیاد رزبری پای ندارد. رزبین سیستم عامل پیشنهاد شده توسط بنیاد رزبری پای است. اولین نسخه از این سیستم عامل در ژوئن ۲۰۱۲ کامل شد. توسعه و بهبود آن همچنان ادامه دارد. انجمن رزبین از نرم‌افزارهای آزاد حمایت می‌کند و خود جزئی از آن است، ولی با این حال هزینه‌های توسعه آن رایگان نیست. کاربران رزبین می‌توانند برای کمک، از آن‌ها حمایت مالی کنند.